# Nils Hörner
Nils Gustaf Hörner, född 23 maj 1896 i Tunadal, Sköns socken, död 21 november 1950 i Uppsala, var en svensk geolog.
Nils Hörner var son till folkskolläraren Nils Oscar Herman Hörner. Efter studentexamen vid Uppsala högre allmänna läroverk 1915 blev han student vid Uppsala universitet och arbetade 1917–1925 som extrageolog vid Sveriges geologiska undersökning. År 1918 blev han filosofie kandidat, 1922 filosofie magister, 1924 filosofie licentiat och 1927 filosofie doktor vid Uppsala universitet. Hörner företog vetenskapliga studieresor till Nordamerika, Hawaii och Östasien 1928 och deltog som geolog vid Sven Hedins expedition till Asien 1933. Han var från 1932 docent i geologi vid Uppsala universitet och från 1947 laborator i kvartärgeologi där.